# Servilio Conti
Dom Servílio Conti, IMC (Vertova, 19 de outubro de 1916 - São Paulo, 14 de setembro de 2014) foi um bispo católico ítalo-brasileiro.
Foi bispo na Diocese de Roraima, e posteriormente (quando já aposentado), prestou trabalho pastoral na Arquidiocese de Botucatu, na Paróquia São Manuel, no município de São Manuel.